# Cierva C.19
Cierva C.19 era un autogiro britannico a due posti degli anni '30, progettato dall'ingegnere spagnolo Juan de la Cierva. È stato costruito da Avro come Avro Type 620. Si è rivelato il più riuscito e ampiamente prodotto dei primi progetti di de la Cierva.

## Sviluppo
Il primo autogiro di successo di De la Cierva, il Cierva C.6, utilizzava una fusoliera Avro 504, e questo portò a una lunga e stretta collaborazione tra de la Cierva e Avro dal 1926 in poi, con de la Cierva che forniva il design del rotore, e Avro il cellula da progetti che spesso apparivano sia come velivoli ad ala fissa che rotanti. C'era una lunga serie di tali autogiri, sviluppando il concetto di ala rotante. Tuttavia il 1929 C.19 era un progetto de la Cierva, per nulla dovuto agli aerei Avro esistenti, sebbene fosse costruito da Avro ad Hamble.
Come il velivolo precedente, il C.19 aveva una cellula convenzionale, una fusoliera a due posti che trasportava un'ala di piccola campata con alettoni (per alleviare i carichi del rotore nel volo in avanti livellato) e un singolo motore radiale nel muso. Il rotore non alimentato a rotazione libera aveva quattro lame con rinforzi in filo metallico, o tre pale a sbalzo nel Mk IV, ed era montato su quattro montanti sopra l'abitacolo anteriore che si incontravano per formare una piramide. Il C.19 Mk I - IV non aveva la testa del rotore inclinabile e la relativa colonna di controllo sospesa degli autogiri successivi come il Cierva C.30. Invece, il controllo era da parte degli alettoni, degli ascensori e del timone tramite una colonna convenzionale, un sistema che funzionava efficacemente solo quando la velocità relativa era sufficientemente alta.
Un importante perfezionamento ingegneristico nel C.19 era il mezzo per avviare meccanicamente la rotazione del rotore principale; nei precedenti progetti de la Cierva, il rotore doveva essere girato a mano o tirando una fune, a meno che non ci fosse spazio per una corsa di decollo. Nella C.19 Mk I, questo è stato fatto aerodinamicamente. L'unità di coda di questo marchio era una struttura biplano con alette e timoni a piastra terminale. Per avviare il rotore, gli elevatori e i piani di coda sono stati fissati in una posizione quasi verticale e il motore è stato avviato. Il lavaggio dell'elica è stato deviato verso l'alto dall'unità di coda attraverso il rotore, ruotandolo. Per la prima volta, questo ha reso l'autogiro indipendente dall'equipaggio di terra all'avvio e la proprietà privata era una proposta pratica.
Il 80 CV (60 kW) Armstrong Siddeley Genet II ha reso la macchina Mk I sottodimensionato, ed è stato sostituito nel C.19 Mk II da un 105 CV (78 kW) Genet Major I. Il C.19 Mk IIA, introdotto in 1930, aveva un sottocarro più lungo e una testa del rotore migliorata. Gli atterraggi venivano spesso effettuati ad angoli di attacco elevati, così i timoni del C.19 Mk III furono rimodellati per inclinarsi bruscamente verso l'alto per evitare danni; questa variante ha avuto anche un aumento di 1,52 m nel diametro del rotore.
Nella C.19 Mk IV, il rotore veniva avviato direttamente dal motore tramite un meccanismo a frizione, come in tutti i futuri autogiri. Ciò ha consentito di sostituire l'elaborato impennamento biplano con un piano di coda monoplano più convenzionale. L'unica pinna centrale era bassa e di corda corrispondentemente profonda, per evitare di essere colpita dal rotore. Il C.19 Mk IV aveva un rotore a sbalzo a tre pale da 10 m di diametro. È stata utilizzata anche la designazione C.19 Mk IVP, la "P" sta per produzione, iniziata nel 1931.
L'ultima variante era la solitaria C.19 Mk V, G-ABXP. I controlli in stile aereo dei primi autogiri dipendevano dal flusso d'aria oltre alettoni, timoni e ascensori; durante le fasi di decollo e atterraggio a bassa velocità di avanzamento, queste erano inefficaci e ne risultavano incidenti. Il C.19 Mk V mancava dell'ala piccola e delle superfici di controllo in movimento, affidandosi invece a una testa del rotore inclinabile. Utilizzando un lungo braccio di controllo che raggiungeva la cabina di pilotaggio posteriore, il pilota poteva dirigere l'aereo inclinando il piano di rotazione del rotore. Dopo un periodo di sperimentazione, il C.19 Mk V ha volato con un piccolo piano di coda fisso e un rotore a due pale. Questo sistema di controllo è stato adottato per la Cierva C.30.